# Anas Urbaningrum

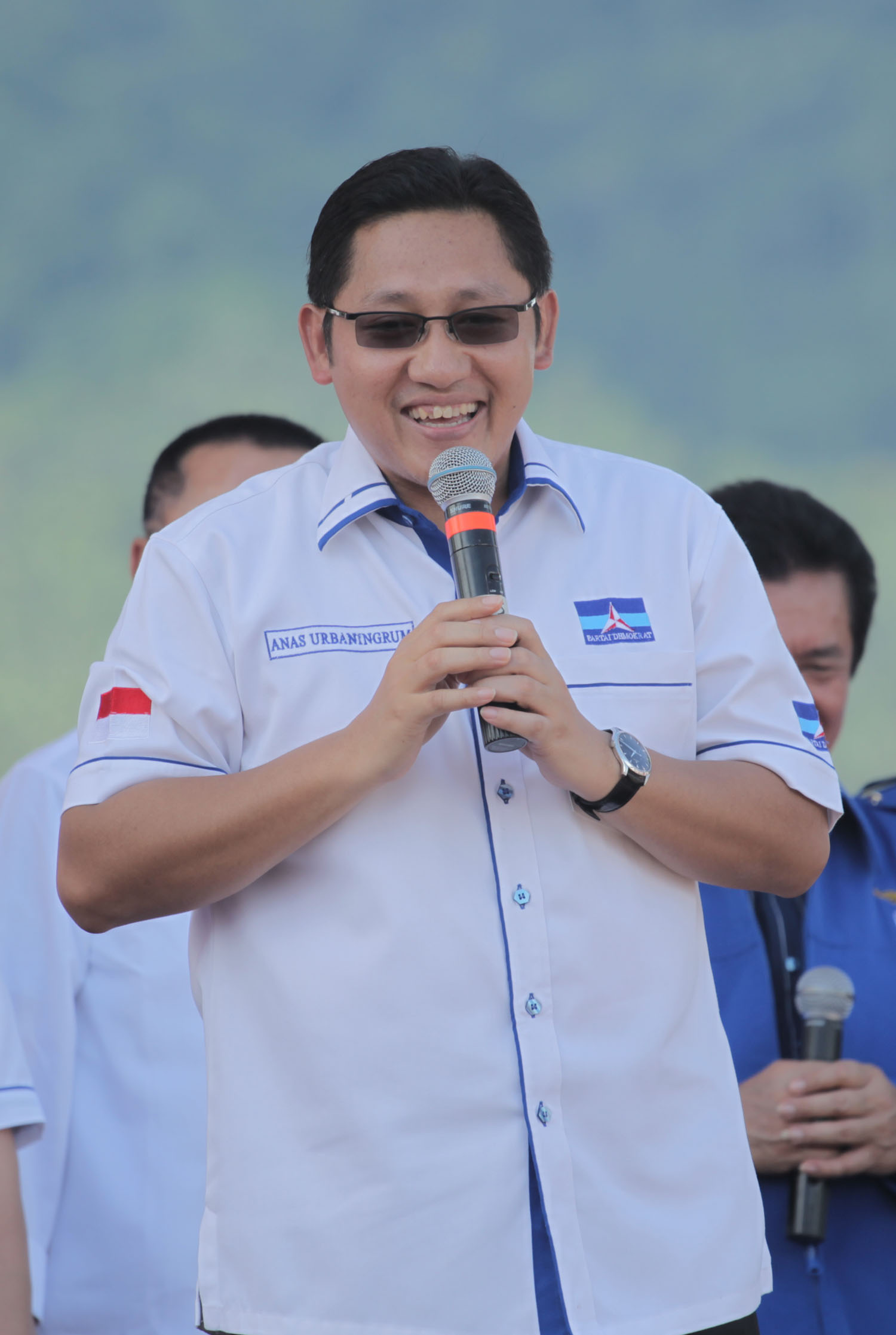
Anas Urbaningrum (2011)

Anas Urbaningrum (* 15. Juli 1969 in Srengat/Blitar/Jawa Timur) ist ein indonesischer Politiker. Er war Vorsitzender der Demokratischen Partei seines Landes. Er ist außerdem Fraktionsführer seiner Partei im Volksvertretungsrat. Als er im Alter von 40 gewählt wurde, war er einer der jüngsten Parteiführer Asiens. Im Februar 2013 trat er zurück, als er von der indonesischen Kommission für Korruptionsbekämpfung (KPK) beschuldigt wurde, in eine Affäre um den Bau eines Sportzentrums in Westjava verwickelt zu sein.
Urbaningrum absolvierte im Jahr 1992 den Studiengang Politikwissenschaft auf der Universität Airlangga, machte 2000 seinen Master auf der Universität Indonesia und veröffentlichte seine Thesen unter dem Titel „Democratic-Islam: The Thoughts of Nurcholish Madjid“ (Republika, 2000). Aktuell schließt er sein Studium an der Gadjah-Mada-Universität ab.